# Короткевич, Виктор Иванович
Виктор Иванович Короткевич (6 февраля 1938 — 12 февраля 2013, Гомель) — советский футболист, выступавший на всех позициях в поле, советский и белорусский тренер.

## Биография
Воспитанник минской Футбольной школы молодёжи. В 1957 году стал серебряным призёром первенства СССР среди команд футбольных школ. В начале карьеры выступал на позиции нападающего, впоследствии выступал также как защитник и полузащитник.
В 1958 году начал выступать в соревнованиях мастеров за «Урожай» (Минск), провёл в его составе два сезона в классе «Б». В 1960 году перешёл в гомельский «Локомотив» (позже клуб переименован в «Спартак»), отыграл за него пять сезонов, проведя более 100 матчей. В 26-летнем возрасте прекратил выступления в командах мастеров.
Много лет работал в Гомеле тренером взрослых и детских команд. Четырежды возглавлял основную команду города, носившую в этот период названия «Спартак» / «Машиностроитель» / «Гомсельмаш». В общей сложности под его руководством команда провела 10 сезонов (1969—1970, 1975—1977, 1985—1987, 1993—1994). В сезоне 1993/94 возглавлял команду в высшей лиге Белоруссии. Некоторое время был тренером другого гомельского клуба, «ЗЛиН». В последние годы карьеры работал детским тренером в СДЮШОР-8.
Скончался в Гомеле 12 февраля 2013 года на 76-м году жизни.